# Серхио Леон Чавес (стадион)
Эстадио Серхио Леон Чавес (исп. Estadio Sergio León Chávez) — стадион, находящийся в городе Ирапуато (Мексика). На данный момент используется преимущественно для футбольных матчей. Вмещает 25 000 зрителей. Принимал три матча чемпионата мира по футболу 1986 года.

## История
В городе Ирапуато был «Эстадио Революсьон», который являлся домом для местных команд с 1938 по 1960-е годы. Во второй половине 1960-х совет директоров захотел построить новый стадион из-за невозможности расширения «Революсьон» из-за его дизайна ручной работы. Строительство было одобрено рядом со старым сооружением, основные работы были завершены в 1968 году.
27 октября 1968 года власти Ирапуато пригласили испанскую олимпийскую команду, которая участвовала в Олимпийских играх 1968 года в Мексике, на показательный матч, цель которого заключалась в том, чтобы проверить состояние игрового поля, фанаты заполнили новый объект, чтобы увидеть поражение местных футболистов со счетом 2:8. Первый гол был забит капитаном испанцев Хуаном Мануэлем Асенси. Эта игра не признана официальной, но это была первая игра, проведённая на стадионе.
Официальное открытие «Эстадио Ирапуато» состоялось 23 марта 1969 года матчем между «Ирапуато» и национальной сборной Мексики, которая готовилась к чемпионату мира 1970 года. Сборная победила со счётом 4:1, первый официальный гол забил Хавьер Фрагосо. В этом матче открытия присутствовал Гильермо Каньедо де ла Барсена, который был главным промоутером чемпионата мира в Мексике.
Другой международной игрой, проводившейся на стадионе, был визит Бразилии в 1970 году перед их участием в чемпионате мира, сыгравшей товарищеский матч с «Ирапуато», который «селесао» выиграли со счётом 2:0 при участии Пеле.
Первоначальная вместимость стадиона составляла 16 000 зрителей. Примерно в 1978 году, когда «Ирапуато» проиграл финал за выход в высший дивизион против «Сакатепека», фанаты совершили несколько нападений в ответ, в том числе феноменальное вторжение на игровое поле и разграбление вещей обоих клубов.
В 1983 году Ирапуато был выбран одним из мест проведения молодёжного чемпионата мира 1983 года, во время которого было подтверждено, что город будет принимать матчи взрослого чемпионата мира 1986 года, что привело к расширению стадиона до 30 000 мест. По случаю этого события была запланирована игра между национальной сборной Мексики, которая будет принимать участие в чемпионате мира, и «Крус Асуль», состоявшаяся 29 сентября 1985 года.
Накануне чемпионата мира по футболу в Ирапуато тренировалась сборная СССР. На самом турнире на стадионе состоялось 3 матча группового этапа, в том числе разгром венгров советскими футболистами, а также здесь состоялись матчи последнего на данный момент чемпионата мира для сборных Венгрии и Канады.
Ближе к 1992 году, после вылета «Ирапуато», на стадионе произошёл ещё один скандальный эпизод, когда в полуфинале второго дивизиона на поле была выброшена клубника. Фанаты пришли в ярость, начались столкновения с полицией, произошёл пожар на трибуне, были разграблены помещения, фанаты нападали на прохожих и подожгли несколько частных автомобилей, кроме того, были уничтожены транспортные средства игравших команд.
В 1994 году на стадионе установили освещение, поэтому одной из первых вечерних игр стал финал второго дивизиона против «Тампико Мадеро».
Еще один чёрный эпизод в истории стадиона произошёл в финале второго дивизиона 2002—2003 годов, когда на стадион прибыл вооружённый спецназовец, нанятый тогдашним владельцем клуба «Леон» Карлосом Аумадой Курцем, с вертолётом и бронетехникой, предположительно, чтобы запугать команду. «Ирапуато» при этом позволил себе выиграть матч. «Леон» к тому моменту уже подкупил команду «Лагартос де Табаско» и возможно «Тапатио», чтобы они проиграли. 8 членов движения «Лос-Хихос-де-ла-Мармелада» с разъярённой толпой отправились на защиту стадиона, вооружившись палками, камнями, инструментами и даже огнестрельным оружием. Похитители немедленно скрылись и «Ирапуато» одержал победу. Франшиза местного клуба прекратила своё существование, когда выяснилось, что клуб принадлежал не Клеберу Майеру, а Тирсо Мартинесу, наркоторговцу, связанному с картелем Синалоа.
В течение долгого времени стадион находился в запущенном состоянии, директора вновь созданного клуба имели обыкновение влезать в долги перед городским советом, который закрыл их, вынуждая такие команды бежать в другие места, такие как Сакатепек и Лос-Мочис. В 2016 году были объявлены работы по реконструкции и адаптации стадиона, также с намерением соответствовать новым стандартам Лиги MX и чтобы команда могла вернуться на передний план, привлекая серьёзных инвесторов.
В 2020 году реконструкция стадиона объявлена правительством штата и муниципалитетом, что вызывает споры, поскольку стадион является частной собственностью. В июле Рикардо Ортис, мэр города, упомянул, что стадион становится владением муниципалитета на 25 лет, чтобы гарантировать его использование. Кроме того, было достигнуто соглашение с «Ирапуато» об урегулировании имущественной задолженности, которая сохраняется с 2004 года.

### Чемпионат мира по футболу 1986
| Дата        | Матч               | Зрители |
| ----------- | ------------------ | ------- |
| 2 июня 1986 | СССР 6-0 Венгрия   | 16 500  |
| 6 июня 1986 | Венгрия 2-0 Канада | 14 000  |
| 9 июня 1986 | СССР 2-0 Канада    | 14 200  |